# Józef Domowicz
Józef Domowicz (ur. 19 marca 1880 w Sokołówku par. Izbica (Kujawska), zm. 20 września 1931) – polski samorządowiec, burmistrz Tuszyna (1924–1931), założyciel Tuszyna-Lasu.

## Życiorys
Domowicz przyjechał do Tuszyna w 1918, gdzie ożenił się z Antoniną z domu Zwierzyńską – właścicielką dużego gospodarstwa rolnego. W 1923 został wójtem gminy Górki – na tym stanowisku działał na rzecz przywrócenia praw miejskich wchodzącego w skład gminy Tuszynowi. Miasto 1 stycznia 1924 odzyskało prawa miejskie, zaś w lipcu 1924 w pierwszych wyborach samorządowych w Tuszynie, został najpierw radnym, a następnie burmistrzem Tuszyna, piastując stanowisko do śmierci. Był także radnym sejmiku powiatowego powiatu łódzkiego.
Uznawany jest za założyciela Tuszyna-Lasu – 1 października 1927 na posiedzeniu Rady Miejskiej wystąpił z uchwałą by 250 mórg lasu w granicach obszaru Tuszyn-Poddębina podzielić na działki i utworzyć miasto ogród.
Zmarł w wyniku zapalenia ślepej kiszki. Został pochowany na cmentarzu parafialnym w Tuszynie.

## Wyróżnienie
- Tytuł Honorowego Obywatela Miasta Tuszyna[3]

## Upamiętnienie
- Od 2007 roku jest patronem szlaku rowerowego w gminie Tuszyn[5][7],
- Jest patronem ulicy w centrum Tuszyna-Lasu[7],
- Był patronem Gimnazjum nr 1 w Tuszynie, zlikwidowanego po reformie oświaty[7].